# .sc
.sc là tên miền quốc gia cấp cao nhất (ccTLD) của Seychelles.
Tên miền đã được quảng bá cho các nhà kinh doanh ở Scotland, tuy nhiên, tên miền vẫn phải theo những quy định của cơ quan đăng ký tên miền Seychelles. SCregistrars, một công ty bán tên miền.sc, giờ đã đóng cửa..

## Tên miền cấp 2
- com.sc: thương mại, tổ chức có lợi nhuận
- net.sc: hạ tầng mạng và tổ chức
- edu.sc: cơ quan giáo dục
- gov.sc: cơ quan chính phủ
- org.sc: cái loại khác, thường là tổ chức phi lợi nhuận